# Litsea aneityensis
Litsea aneityensis är en lagerväxtart som beskrevs av André Guillaumin. Litsea aneityensis ingår i släktet Litsea och familjen lagerväxter. Inga underarter finns listade i Catalogue of Life.